# Łuk triumfalny w Glanum
Łuk triumfalny w Glanum – rzymski łuk triumfalny, znajdujący się w ruinach antycznego Glanum w Saint-Rémy-de-Provence we francuskim departamencie Delta Rodanu. Od 1840 roku posiada status monument historique, w kategorii classé (zabytek o znaczeniu krajowym).
Jednoprzęsłowy łuk wzniesiony został ok. 10–20 roku n.e. Do czasów współczesnych zachował się w bardzo złym stanie, oryginalnie mógł mierzyć przypuszczalnie 11 metrów wysokości. Łuk posiada bogatą dekorację rzeźbiarską. Archiwolty, ponad którymi znajdują się ledwo już widoczne wizerunki uskrzydlonych bogiń Wiktorii, zdobi ornament z motywem z roślin i owoców. Sklepienie wyłożono ośmiobocznymi kasetonami, w których umieszczono przedstawienia różnych gatunków kwiatów. Umieszczone na fasadach łuku płaskorzeźby stanowią propagandowy symbol potęgi Imperium Romanum. Na fasadzie wschodniej po obydwu stronach przelotu widać kobietę i mężczyznę w strojach barbarzyńskich (przypuszczalnie Galów), przytwierdzonych do tropajonu. Na fasadzie zachodniej widać z jednej strony obnażonego mężczyznę stojącego przed siedzącą na stosie zdobytego oręża kobietą (personifikacja bogini Romy?), z drugiej zaś mężczyznę w todze kładącego dłoń na ramieniu pojmanego jeńca w geście pojednania i wzięcia pod opiekę. Niemal całkowicie zniszczony jest architraw oraz boczne ściany łuku, na których przypuszczalnie umieszczone były panele reliefowe lub inskrypcje.
Pierwsza wzmianka źródłowa na temat łuku pochodzi z 1347 roku. W okresie renesansu znany był pod różnymi nazwami: Portail Sarazin, Arc du trésor i Arc du Sex. W XVIII wieku łuk został nakryty u góry dachem, mającym zabezpieczyć obiekt przed postępującą degradacją.